# Cololejeunea leloutrei
Cololejeunea leloutrei là một loài Rêu trong họ Lejeuneaceae. Loài này được (E.W. Jones) R.M. Schust. mô tả khoa học đầu tiên năm 1963.